# Storożewoj (1902)
Storożewoj (ros. Сторожевой) – rosyjski niszczyciel z początku XX wieku, jeden z 27 okrętów typu Sokoł.
Wyporność okrętu wynosiła około 250 ton, a jego główne uzbrojenie stanowiło pojedyncze działo kalibru 75 mm wsparte lżejszą artylerią oraz bronią torpedową. Napędzana maszynami parowymi jednostka rozwijała prędkość około 27 węzłów, osiągając zasięg 450–660 Mm przy prędkości 13 węzłów.
Okręt został zwodowany 18 marca 1902 roku w Port Artur pod nazwą „Gracz” (Грач), a do służby w Marynarce Wojennej Imperium Rosyjskiego wszedł we wrześniu 1903 roku jako „Storożewoj”, w składzie Eskadry Oceanu Spokojnego. Brał udział w obronie Port Artur podczas wojny rosyjsko-japońskiej. Jednostka została samozatopiona w styczniu 1905 roku w Port Artur, by uniknąć przejęcia przez Japończyków.

## Projekt i budowa
„Storożewoj” był jednym z 27 niszczycieli typu Sokoł, spośród których 26 wykonanych zostało przez rosyjski przemysł okrętowy na wzór zbudowanego w Wielkiej Brytanii w 1895 roku „Sokoła”. Prototypowy „Sokoł” był jednym z pierwszych i najnowocześniejszych niszczycieli na świecie, lecz na skutek szybkiego rozwoju tej klasy okrętów na przełomie wieków oraz opóźnienia z budową serii, okręty seryjne w chwili wejścia do służby były już przestarzałe, mniejsze i słabiej uzbrojone od nowych niszczycieli. Formalnie początkowo klasyfikowane były w Rosji jako torpedowce, przed wyodrębnieniem w 1907 roku klasy niszczycieli (dosłownie: torpedowców eskadrowych, ros. eskadriennyj minonosiec), aczkolwiek faktycznie od początku nazywane były niszczycielami.
Budowę niszczyciela zamówiono 8?/20 października 1898 roku w Zakładach Newskich w Petersburgu jako jednego z dziewięciu budowanych tam okrętów tego typu przeznaczonych do wysłania w stanie rozmontowanym na Daleki Wschód. Budowę rozpoczęto tam według niektórych źródeł w 1899 roku. Pod koniec 1900 roku okręt w częściach przewieziono wraz z innymi statkiem do Port Artur. Stępkę pod jego budowę na miejscu położono w 1901 roku. Pierwotnie nosił nazwę „Gracz” („Грач”, pol. gawron), lecz po zmianie nazewnictwa rosyjskich niszczycieli 9?/22 marca 1902 roku przemianowano go na „Storożewoj” („Сторожевой”, pol. stróżujący, strażnik). Okręt został zwodowany 18?/31 marca 1902. W 1902 roku niszczyciel rozpoczął próby morskie, osiągając podczas nich prędkość około 27 węzłów. 2?/15 września 1903 roku został odebrany przez skarb cesarski.

## Dane taktyczno-techniczne
Okręt był czterokominowym niszczycielem z taranowym dziobem. Długość całkowita wykonanego ze stali niklowej kadłuba wynosiła 57,91 metra, szerokość 5,64 metra i zanurzenie 2,29 metra. Wyporność normalna wynosiła 240 ton, a pełna 258 ton. Okręt napędzany był przez dwie maszyny parowe potrójnego rozprężania o mocy 3800 KM, poruszające dwie śruby, do których parę dostarczały cztery kotły Yarrow . Prędkość maksymalna wynosiła 26,5–27,5 węzła . Pełny zapas węgla wynosił 60 ton. Zapewniał on zasięg wynoszący od 450 do 660 Mm przy prędkości 13 węzłów .
Główne uzbrojenie artyleryjskie stanowiło pojedyncze działo kalibru 75 mm Canet o długości 50 kalibrów (L/50), umieszczone na platformie nad sterówką, strzelające pociskami o masie 4,9 kg, z zapasem 160 pocisków przeciwpancernych. Uzbrojenie uzupełniały trzy pojedyncze działa kalibru 47 mm Hotchkiss M1885 L/40 (dwa umieszczone na burtach za pomostem bojowym i jedno na samej rufie). Strzelały pociskami o masie 1,5 kg, a zapas amunicji wynosił 800 sztuk. Okręt wyposażony był w dwie pojedyncze obrotowe wyrzutnie torped kalibru 381 mm, umieszczone w osi podłużnej na pokładzie na rufie, z zapasem sześciu torped. Torpeda Whiteheada typu L wzór 1898 miała długość 5,18 metra i masę 430 kg (w tym głowica bojowa 64 kg), a jej zasięg wynosił 600 metrów przy prędkości 29–30 węzłów i 900 metrów przy 25 węzłach . 
Załoga okrętu liczyła początkowo 52 osoby, w tym czterech oficerów, później stan wzrastał do 55 osób.

## Służba
„Storożewoj” został wcielony do służby w Marynarce Wojennej Imperium Rosyjskiego po próbach odbiorczych prowadzonych w 1902 roku, natomiast formalnie odebrany został 2?/15 września 1903 roku. Wraz z innymi niszczycielami tego typu bazował w Port Artur, początkowo przydzielony do Flotylli Syberyjskiej, która po wybuchu wojny rosyjsko-japońskiej weszła w skład I Eskadry Oceanu Spokojnego. Jednostka wchodziła w skład 2. oddziału niszczycieli, grupującego okręty typu Sokoł. 27 stycznia?/9 lutego 1904 roku niszczyciele rosyjskie (w tym „Storożewoj”) wzięły udział w dziennej bitwie morskiej pod Port Artur, ale nie zostały ostatecznie użyte do ataku torpedowego, mimo takiego zamiaru, ani nie uczestniczyły w walce artyleryjskiej. W nocy z 29 na 30 stycznia?/12 lutego „Storożewoj” wraz z pięcioma innymi niszczycielami i krążownikiem „Bojarin” został wysłany na rekonesans do Zatoki Dalian, zakończony utratą krążownika, który wszedł na minę. „Storożewoj” otrzymał rozkaz dobić krążownik torpedami, ale jedna torpeda z powodu przechyłów okrętu wypadła z wyrzutni i została uszkodzona, a druga po wystrzeleniu uległa awarii i zatonęła. W nocy z 10 lutego?/23 lutego na 11 lutego?/24 lutego „Storożewoj” i „Stierieguszczij” oraz pancernik „Retwizan” uczestniczyły w odparciu japońskiego ataku na Port Artur, mającego na celu zablokowanie wejścia do portu poprzez zatopienie na torze wodnym pięciu wypełnionych balastem branderów. Łącznie podczas pierwszego miesiąca wojny, do 27 lutego 1904 roku, „Storożewoj” 12 razy wychodził bojowo w morze.
13?/26 marca „Storożewoj” wraz z 10 innymi niszczycielami ochraniał główne siły I Eskadry (pięć pancerników, cztery krążowniki i dwa krążowniki torpedowe), które wyszły na wody na południe od głównej bazy w celu przeprowadzenia ćwiczeń i kontroli żeglugi. Wieczorem 30 marca?/12 kwietnia niszczyciele „Storożewoj”, „Biesszumnyj”, „Bojewoj”, „Grozowoj”, „Rastoropnyj”, „Smiełyj”, „Strasznyj” i „Wynosliwyj” wyszły z misją rozpoznawczą w rejon Wysp Elliota, która zakończyła się utratą „Strasznego”, zatopionego przez japońskie niszczyciele.
25 maja?/7 czerwca niszczyciel udał się do Zatoki Lunwantan, holując tratwę załadowaną minami, z której postawiono u wejścia do zatoki dziewięć min. 5?/18 czerwca krążownik „Nowik” oraz kanonierki „Otważnyj” i „Griemiaszczij” w eskorcie dziewięciu niszczycieli (w tym „Storożewoja”) udały się do Zatoki Melanhe w celu ostrzału japońskich wojsk lądowych, ścierając się z japońskimi niszczycielami z 1. i 3. dywizjonu i torpedowcami z 10. i 14. dywizjonu. Rankiem 10?/23 czerwca „Storożewoj” wraz z pięcioma innymi niszczycielami uczestniczył w trałowaniu toru wodnego z Port Artur, by umożliwić głównym siłom I Eskadry opuszczenie bazy w celu próby przejścia do Władywostoku.
18?/31 lipca „Storożewoj”, „Raziaszczij” i „Rieszytielnyj” zostały wysłane do Zatoki Dziesięciu Okrętów w celu ostrzelania japońskich żołnierzy atakujących Góry Wilcze, jednak zostały przepędzone przez okręty 5. dywizjonu niszczycieli i 10. dywizjonu torpedowców. 23 lipca?/5 sierpnia „Storożewoj”, „Bojkij”, „Biesszumnyj”, „Burnyj” i „Raziaszczij” wyszły z Port Artur z zadaniem postawienia próbnej zagrody minowej, eskortowane przez dziewięć innych niszczycieli; tuż po godzinie 4:00 na redzie zewnętrznej rosyjski zespół natknął się na patrolujące japońskie niszczyciele „Akebono”, „Oboro” i „Ikazuchi”, w wyniku czego mimo przewagi liczebnej postawiono tylko osiem min. 5?/18 sierpnia „Storożewoj” wraz z sześcioma innymi niszczycielami wyszedł do Zatoki Gołębiej (chiń. Jiuwan) na spotkanie transportującego żywność francuskiego statku SS „Georges”, eskortując go w drodze do Port Artur. Następnego dnia niszczyciel wyszedł w morze w eskorcie „Georgesa”, z dodatkowym zadaniem dostarczenia depeszy z odbytej 17 sierpnia narady dowództwa twierdzy do Czyfu, gdzie znajdowała się stacja telegraficzna. W nocy z 9 na 10?/23 sierpnia „Storożewoj”, „Bojkij” i „Statnyj” wzięły udział w odparciu ataku trzech japońskich niszczycieli na rosyjskie trałowce na zewnętrznej redzie Port Artur. Następnie w tym samym dniu „Storożewoj” wszedł w skład zespołu okrętów rosyjskich (pancernik „Siewastopol” i osiem innych niszczycieli), który w Zatoce Tahe dokonał ostrzału japońskich baterii dział kalibru 76 mm i starł się z krążownikami pancernymi „Kasuga” i „Nisshin”.
11 października „Storożewoj” wszedł w skład liczącego dziewięć niszczycieli zespołu, który udał się do Zatoki Lunwantan w celu postawienia zagrody minowej (niszczyciele „Sierdityj” i „Strojnyj” postawiły łącznie 20 min, w tym dziewięć atrap), a następnie w nocy z 11 na 12 października odbył rekonesans zatok Gołębiej i Luizy. 9?/22 listopada „Storożewoj”, „Smiełyj”, „Skoryj”, „Statnyj” i „Włastnyj” wyszły w morze na poszukiwania płynącego do Port Artur z ładunkiem żywności niemieckiego statku „Veteran”. Misja okazała się bezowocna, gdyż „Veteran” został trzy dni wcześniej przechwycony przez japońskie awizo „Tatsuta”. 
Pod koniec obrony Port Artur „Storożewoj”, jako jeden z siedmiu pozostałych niszczycieli, brał udział w obronie ostatniego pancernika „Siewastopol” w Zatoce Biały Wilk przed japońskimi torpedowcami. Między innymi odpierał atak w nocy z 1 na 2?/15 grudnia, kiedy oświetlał podejścia do zatoki reflektorem i wystrzelił 98 pocisków 75 mm i 99 pocisków 47 mm. Kolejnej nocy z 2 na 3?/16 grudnia „Storożewoj” około godz. 4 został trafiony w sam dziób torpedą torpedowca „Chidori”. W obawie przed zatonięciem, dowódca wyrzucił okręt na brzeg (na pokładzie zginął jeden marynarz, a 13 zostało rannych). 17 grudnia okręt został odholowany do Port Artur. Został tam rozbrojony i osadzony na mieliźnie przy półwyspie Tygrysi Ogon, co umożliwiło prowadzenie napraw przy odpływie, lecz już go nie wyremontowano przez upadkiem twierdzy. Okręt został samozatopiony w nocy z 19 na 20 grudnia 1904?/2 stycznia 1905 roku poprzez odpalenie głowic torped, by uniknąć przejęcia przez Japończyków. Po zajęciu twierdzy zdobywcy przeprowadzili inspekcję wraku, nie kwalifikując go do podniesienia i remontu ze względu na naruszenie konstrukcji jednostki przez eksplozję torpedy.

### Dowódcy
| Imię i nazwisko                                                                                  | od               | do              | uwagi  |
| kmdr por. Aleksandr Kitkin                                                                       | 13 kwietnia 1903 | 18 marca 1904   | [ 49 ] |
| kpt. mar. Wieniamin Łukin                                                                        | 18 marca 1904    | 27 czerwca 1904 | [ 50 ] |
| kpt. mar. Adrian Niepienin                                                                       | 27 czerwca 1904  | 20 grudnia 1904 | [ 51 ] |
| Oryginalne nazwy stopni: lejtienant (kapitan marynarki), kapitan 2-go ranga (komandor porucznik) |                  |                 |        |